# エイエ・テリン
エイエ・テリン（Eje Thelin、1938年6月9日 - 1990年5月18日）は、スウェーデンのジャズ・トロンボーン奏者。

## 略歴
独学で音楽家になったテリンは、ディキシーランド・グループのピグミー・ジャズ・バンドで演奏を始め、後にプッテ・ウィックマンのセクステットに参加した。マイルス・デイヴィスなどの影響を受け、その後にモダン・ジャズへと転向。1961年から1965年まで自身のクインテットを率いて、ヨーロッパを何度かツアーした 。
スウェーデンのジャズ界に幻滅したテリンは、1968年にオーストリアへ移り、グラーツの国立音楽大学で教鞭をとりながら、ヨーロッパのいくつかの国においてヨアヒム・キューンと共に率いるグループでフリー・インプロヴィゼーションを披露していった。1972年にストックホルムに戻った後、1970年代の残りの期間、スウェーデンで自身によるエイエ・テリン・グループを率いて、フュージョンへと転向しながらエレクトロニクスの実験を行った。テリンはその後、主に作曲とソリストとしての演奏に専念した。
テリンはキャリアを通じて、ロイ・ブルックス、グラハム・コリアー、パレ・ダニエルソン、ジョー・ハリス、ヨアヒム・キューン、エヴァン・パーカー、ジョージ・ラッセル、ジョン・サーマン、ケニー・ホイーラーらと共演し、コラボレーションしてきた。

## ディスコグラフィ

### リーダー・アルバム
- 『空間の鳴動』 - Acoustic Space (1970年、Odeon)
- Candles Of Vision (1972年、Calig) ※with ピエール・ファーヴル、ジュク・マイナー
- Club Jazz 8 (1973年、SR Records)
- Bits & Pieces (1980年、Phono Suecia)
- Polyglot (1981年、Caprice)
- E. T. Project Live At Nefertiti (1986年、Dragon)
- 1966 (2003年、Dragon) ※with バルネ・ウィラン
- Graz 1969 (2005年、Dragon) ※with パレ・ダニエルソン、ジョン・プレイニンガー

エイエ・テリン・グループ
- 『エイエ・テリーン・グループ』 - Eje Thelin Group (1975年、Caprice)
- Live '76 (1977年、Caprice)
- Hypothesis (1979年、MRC/Electrola)
- Night Music 1974 (2015年、BE! Jazz)

エイエ・テリン・クインテット
- Jazz Jamboree 1962 Vol. 2 (1962年、Polskie Nagrania Muza)
- 『ソー・ファー』 - So Far (1963年、Columbia [EMI])
- At The German Jazz Festival (1964年、Metronome)

エイエ・テリン・トリオ
- 1965 (2016年、Dragon) ※with ベンクト・ハルベルク

ニュー・ヨアヒム・キューン＝エイエ・テリン・グループ
- In Paris (1970年、Metronome)

### 作曲家アルバム
- スウェーデン・ラジオ・ジャズ・グループ : Raggruppamento (1980年、Phono Suecia)

### 参加アルバム
- ドン・チェリー : 『永遠のリズム』 - Eternal Rhythm (1972年、MPS/BASF)
- クラリネット・サミット : You Better Fly Away (1980年)
- グラハム・コリアー : Hoarded Dreams (2007年、Cuneiform) ※1983年録音
- クラウス・ドルディンガー : Jubilee (1973年、Atlantic)
- レオン・フランチョーリ : Live In Montreux (1972年、Evasion Disques) ※with ピエール・ファーヴル、ジュク・マイナー
- ベニー・ゴルソン : Stockholm Sojourn (1974年、Prestige)
- クシシュトフ・コメダ : Ballet Etudes (1962年、Polonia)
- カーリン・クローグ : 『ディファレント・デイズ、ディファレント・ウェイズ』 - Different Days, Different Ways (1976年、Philips)
- ロルフ・キューン & ヨアヒム・キューン : Monday Morning (1969年、Hör Zu)
- ケニー・ホイーラー : Around 6 (1979年、ECM)
- ジミー・ウィザースプーン : Some of My Best Friends Are the Blues (1964年、Prestige)
- モニカ・ゼタールンド : 『スウィート・ジョージー・フェイム』 - Monica Zetterlund (1967年、Philips)